# Phaonia sytschevskajae
Phaonia sytschevskajae är en tvåvingeart som beskrevs av Willi Hennig 1963. Phaonia sytschevskajae ingår i släktet Phaonia och familjen husflugor. Inga underarter finns listade i Catalogue of Life.